# Кедайняй
 Тази статия е за града в Литва.  За общината вижте Кедайняй (районна община).  
Кеда̀йняй (на литовски: Kėdainiai; на полски: Kiejdany; на руски: Кейданы) е град в Централна Литва, Каунаски окръг. Административен център е на районната Кедайняйска община. Обособен е в градска енория с площ 44 км2. Към нея освен града са присъединени и 26 села.

## География
Градът се намира в етнографската област Жемайтия.
Разположен край река Невежис, на 139 км северозападн от столицата Вилнюс и 53 км северно от Каунас.

## История
Кедайняй е един от най-старите градове в страната, като за пръв път е споменат през 1372 година.

## Население
Населението на града през 2001 година е приблизително 32 000 души.

## Религия
В града са живели хора с различни вероизповедания като ариани, католици, източноправославни и евреи. Той е и единственият литовски град в който има минарета.

## Архитектурни паметници
Кедайняй е играл ролята на голям търговски и културен център. На територията му са запазени редица архитектурни паметници като Градската зала, Домът на ректорите, Църквата Свети Георги, Калвинистката църква, Домът на шотландските търговци и други.

## Градове партньори
- Свальов, Швеция
- Зьомерда, Германия
- Кохтла-Ярве, Естония
- Бродница, Полша
- Лобез, Полша
- Ростов, Русия

## Фотогалерия
- Уличка в Кедайняй
- Типичният архитектурен стил за града
- Река Невежис на която е разположен градът
- Кедайняй вечер
- Сградата на общината
- Църква „Св. Йосиф“
- Химическият завод AB „Lifosa“
- Железопътната гара
- Минаре